# أولاف هينركسن
أولاف هينركسن (بالدنماركية: Olaf Henriksen؛ بالإنجليزية: Olaf Henriksen) هو لاعب كرة قاعدة دنماركي وأمريكي، ولد في 26 أبريل 1888، وتوفي في 17 أكتوبر 1962 في نوروود في الولايات المتحدة.

## وصلات خارجية
- أولاف هينركسن على موقعبيزبول رفرنس.كوم (الدوري الرئيسي) (الإنجليزية)
- أولاف هينركسن على موقعبيزبول رفرنس.كوم (الدوري الثانوي) (الإنجليزية)
- أولاف هينركسن على موقع مشجعي الرسوم البيانية (الإنجليزية)
- أولاف هينركسن على موقع IMDb (الإنجليزية)